# 김빅토리아노
김빅토리아노(Kim Victoriano, 1992년 3월 23일 ~ )는 대한민국의 아나운서이다.

## 경력
- 2021년 8월 1일 ~ 현재 연합뉴스TV 아나운서
- 2021년 1월 1일 ~ 7월 31일 KBS대전방송총국 육아휴직 대체 아나운서
- 2019년 ~ 2021년 UBC 아나운서

## 현재
- SBS 모닝와이드/1, 2부 - 실시간 e 뉴스 / 미리보는 오늘 진행
- 연합뉴스TV - 뉴스잇, 뉴스투나잇

### 전 프로그램
- 좋은날 좋은시간
- ubc 굿모닝울산
- ubc 뉴스투데이
- TV닥터 처방전
- 네트워크 현장! 고향이 보인다
- 김빅토리아노의 일요음악특급
- 5시n대세남 PD
- SBS 러브FM 고현준의 뉴스브리핑 - 매일 코너: 헤이 빅토리
- 아침마당 대전
- KBS 뉴스 9 대전세종충남
- TV이웃 다정다감 - 목요일 코너 의학 알지(알.지.남)
- 뉴스오늘
- 출발 600
- 뉴스포커스 (연합뉴스TV)
- JTBC 비밀은 없어 - 앵커 역